# Арчибальд, Джулани
Джулани Кайл Арчибальд (англ. Julani Kyle Archibald; 18 мая 1991, Бастер) — сент-китский футболист, вратарь.

## Карьера
Начинал свою карьеру на родине, но после нескольких лет выступлений там, он решил продолжить карьеру зарубежом. Несколько лет Арчибальд защищал ворота тринидадского клуба «Дабл-Ю Коннекшн».. Затем голкипер несколько лет выступал за гондурасский «Реал де Минас». Его партнером по команде был российский футболист Евгений Кабаев, с которым Арчибальд жил вместе в одном доме. 
В 2021 году продолжил свою карьеру в Европе, где выступал за коллектив мальтийской Премьер-Лиги «Санта-Лючия». Через год карибский вратарь оказался в другой более известной местной команде «Биркиркара», но за нее он играл лишь в розыгрыше Кубка страны.
Летом 2022 года перебрался в испанскую «Лорку Депортива».

### В сборной
Впервые Арчибальд защищал ворота сборной Сент-Китс и Невиса в 17 лет. С тех пор он регулярно вызывается в ее ряды. В 2023 году Арчибальд в качестве капитана выступал за национальную команду на ее дебютном Золотом Кубке КОНКАКАФ. На групповом этапе «сахарные мальчики» потерпели три разгромных поражения с общей разницей 0:14.

## Достижения
- Чемпион Тринидада и Тобаго (1): 2013/14.
- Обладатель Кубка Тринидада и Тобаго (1): 2013/14.
- Финалист Карибского клубного чемпионата (1): 2015.